# Adesmus borgmeieri
Adesmus borgmeieri es una especie de escarabajo longicornio del género Adesmus, categorizada en la tribu Hemilophini, de la subfamilia Lamiinae. Fue descrita por Lane en 1976.

## Descripción
Mide 13,75 mm de longitud.

## Distribución
Se distribuye por Brasil.